# 徐範錫
徐 範錫（ソ・ボムソク、朝鮮語: 서범석、1902年10月19日 - 1986年4月2日）は、日本統治時代の朝鮮および満洲国のジャーナリスト、独立運動家、親日活動家、大韓民国の政治家。第2・4・5・6・7・8代韓国国会議員。
号は六峯（ユクポン、육봉）または白峰（ペクポン、백봉）。制憲国会議員の徐廷禧は父。

## 経歴
京城府（現・ソウル特別市）または黄海道甕津郡または全羅南道光州府（現・光州広域市）出身。養正高等普通学校在学中に三・一運動に参加し、1923年北京大学政経科卒。1924年から朝鮮日報記者を務めたが、1925年に赤旗示威事件により検事局に送致され、朴憲永などと共に左翼という理由で解任された。その後、時代日報・中外日報・東亜日報記者・北京特派員、京城青年会執行委員会委員を務め、1931年に万宝山事件を取材し、中国での朝鮮人農民と中国人の衝突を防止するのに努力した。東亜日報奉天特派員を経て、1933年からは新京の満蒙日報編集局員、奉天東光学園理事などを務めた。特に1934年には満洲特需を利用して建設業者である協同公司を設立し、1936年3月に奉天の親日団体である興亜協会の発起人となり、協会機関紙『在満朝鮮人通信』の編集長を務めた。同年11月、京城府民館で開催された朝鮮人徴兵制要望運動の会議に発起人として参加し、1938年に五族協和のイデオロギーを掲げた親日組織・満洲国協和会の奉天市本部鮮系工作幹事会実践部長を務めた。また、1940年には奉天地域を代表して東南地区特別工作後援会の常務委員を務め、金日成ら共産主義者と東北抗日連軍に向けた帰順勧告文の制作と飛行機による大量散布を主導した。
解放後は1950年の第2代総選挙で当選した後、1954年の第3代総選挙で落選したのを除くと国会議員を計6期務めたほか、高麗鉱業公社理事、大韓青年団安岩支団長、民主党ソウル市党副委員長・青年部長・政策委員・中央常任委員会副議長、張勉政権樹立後の第5代国会民議院内務分科委員長、民政党院内総務、民衆党ソウル第8地区党委員長・指導委員・運営委員、新民党企画委員・総務委員長・ソウル第8地区党委員長・第6代国会院内総務・指導委員会副議長を務めた。特に1952年の釜山政治波動の時は国際共産党のメンバーという容疑で投獄された。1972年の10月維新以降は政界を引退し、龍仁で農場を経営した。
1986年4月2日、持病により高麗大附属恵化病院で死去。享年84。死後、2009年に民族問題研究所と親日人名辞典編纂委員会の発表した親日人名辞典に掲載された。

## エピソード
朝鮮民族革命党からは「日帝の走狗」と呼ばれた。
自由党政権時期は対自由党闘争の猛将だった。